# مجزرة أسابا
مجزرة أسابا وقعت في أوائل أكتوبر 1967 خلال الحرب الأهلية النيجيرية، قوتل فيها من أجل انفصال بيافرا التي يغلب عليها الإيغبو في المنطقة الشرقية السابقة لنيجيريا.

## خلفية
في أغسطس 1967 بعد ثلاثة أشهر من الحرب الأهلية غزت قوات بيافران منطقة الغرب الأوسط إلى الغرب من نهر النيجر. انتشروا غربًا واستولوا على مدينة بنين ووصلوا إلى ركاز، حيث تم طردهم من قبل الفرقة الثانية النيجيرية تحت قيادة الكولونيل مورتالا محمد.
اكتسبت القوات الفيدرالية اليد العليا، وأجبرت بيافرانس على العودة إلى النيجر، حيث عبروا الجسر مرة أخرى إلى مدينة بيافران في أونيتشا التي تقع مباشرة على الجانب الآخر من أسابا. فجر البيافرانس الامتدادات الشرقية للجسر، بحيث لم تتمكن القوات الفيدرالية من ملاحقتهم.

## المذبحة
دخلت القوات الفيدرالية أسابا حوالي 5 أكتوبر، وبدأت في نهب المنازل وقتل المدنيين بدعوى أنهم من المتعاطفين مع بيافران. تشير التقارير إلى أن عدة مئات ربما قتلوا بشكل فردي وجماعي في مواقع مختلفة من المدينة. استدعى القادة سكان البلدة للتجمع صباح يوم 7 أكتوبر على أمل إنهاء العنف من خلال إظهار الدعم لـ «نيجيريا واحدة». سار المئات من الرجال والنساء والأطفال كثير منهم يرتدون الزي الرسمي «أكوا أوشا» (الأبيض) في موكب على طول الشارع الرئيسي، وهم يغنون ويرقصون ويهتفون «نيجيريا واحدة». عند تقاطع طرق تم فصل الرجال والفتيان المراهقين عن النساء والأطفال الصغار، وتجمعوا في ساحة مفتوحة في قرية أوغب-أوسووا. كشفت القوات الفيدرالية عن مدافع رشاشة، وأصدرت الأوامر حسبما ورد من قبل الرائد الثاني في القيادة الرائد إبراهيم تايوو، الذي أمر بفتح النار. تشير التقديرات إلى مقتل أكثر من 700 رجل وصبي، بعضهم لم يتجاوز عمره 12 عامًا، بالإضافة إلى العديد من القتلى في الأيام السابقة.
انتشل أفراد الأسرة جثث بعض الضحايا ودفنوا في منازلهم. لكن معظمهم دفنوا في مقابر جماعية دون مراسم مناسبة. فقدت العديد من العائلات عشرات الرجال والفتيان. احتلت القوات الفيدرالية أسابا لعدة أشهر، تم خلالها تدمير معظم المدينة وتعرضت العديد من النساء والفتيات للاغتصاب أو «الزواج» قسرًا، وهرب عدد كبير من المواطنين وغالبًا لم يعودوا حتى انتهاء الحرب في عام 1970. إجمالي الوفيات كان عدد القتلى خلال أوائل أكتوبر أكثر من 1.000، على الرغم من أن الأرقام الدقيقة لن تكون معروفة على الأرجح.

## المُشتبهين
تم تسمية إبراهيم باتا هارونا في بعض الأحيان على أنه الضابط الذي أمر بالمذبحة، بعد تقرير عن شهادته أمام لجنة التحقيق النيجيرية في انتهاكات حقوق الإنسان، المعروفة باسم لوحة أبوتا. نقلت هذه المقالة عنه أنه أعلن المسؤولية (كضابط آمر) ولم يعتذر عن هذه الفظائع. ومع ذلك لم يكن هارونا موجودًا في أسابا عام 1967. فقد حل محل مورتالا محمد كمدير تنفيذي من الفرقة الثانية في ربيع عام 1968.
في أكتوبر 2017 أحيا مجتمع أسابا الذكرى الخمسين للمجازر بإحياء ذكرى استمرت يومين، تم خلاله إطلاق الكتاب الشامل الجديد عن المذبحة وأسبابها وعواقبها وإرثها: «مجزرة عصبة: صدمة، الذاكرة والحرب الأهلية النيجيرية» بقلم س. إليزابيث بيرد وفريزر أوتانيلي (مطبعة جامعة كامبريدج). هذا الكتاب الذي يعتمد على مقابلات مع ناجين وشخصيات عسكرية وحكومية، وكذلك مصادر أرشيفية، يناقش كيف ولماذا حدثت المجازر وتأثير هذه الصدمة المجتمعية بعد عقود من الحدث.